# Верховень Володимир Миколайович
Володимир Миколайович Верховень (13 вересня 1958, с. Уплатне, Близнюківський район, Харківська область) — український поет, перекладач та журналіст, член Національної спілки письменників України з 1992 року.

## Життєпис
Навчався в середній школі смт Сахновщина. У 1980 р. закінчив філологічний факультет Харківського педагогічного інституту. Після служби в армії деякий час працював кореспондентом районної газети в Золочеві, потім у Харкові: журналістом, редактором у видавництві «Прапор», консультантом-перекладачем інформаційної фірми «Край». З 1994 року працює головним редактором видавничо-поліграфічної фірми «Майдан». Публікуватися почав з 1977 р.

## Творчий доробок
Найбільш значні твори: збірки «Лелече колесо» (1990), «На цвинтарі слова» (1992), «Топитокуподзвін» (1996), «З полум'я і полину» (1999), «Абетка у віршах» (2001), «Абетка для малят про звірів та звірят»  (2017), «Маляткова абетка» (2018). 
Деякі вірші Володимира Верховеня покладено на музику.
Переклади
- Єлізавєта Бєлкіна. Велика книга казок (збірка)
- Андрій Курков. Гра у відрізаний палець. 2000
- Жан-Марі Ґюстав Ле Клезіо. Дієго і Фріда. 1993
- Петер Гьоґ. Тиша. 2006
- Ю Несбе. Нетопир. 1997
- Ю Несбе. Червоногрудка. 2009
- Стіґ Ларссон. Повітряний замок, що вибухнув.
- Стіґ Ларссон. Чоловіки, що ненавидять жінок.
- Стіґ Ларссон. Дівчина, що гралася з вогнем.
- Давид Гроссман. З ким би побігати, 2015

## Основні напрямки
Провідні теми творчості: історичне минуле й сучасне України, місце і роль поета в суспільстві, пейзажна та інтимна лірика.

## Відзнаки
Лауреат літературної премії імені П.Василенка та премії Харківського міськвиконкому імені О. Олеся.

## Джерело
- Верховень Володимир Миколайович Енциклопедія Сучасної України
- Доробок Володимира Верховеня на сайті «Чтиво»
- Твори Володимира Верховеня на сайті «Пізнайко»
- Харківське ОО НСПУ
- Твори для дітей Володимира Верховеня в бібліотеці TOU

| Тарас Шевченко | Це незавершена стаття про українського поета або поетесу. Ви можете допомогти проєкту, виправивши або дописавши її. |